# Comarca Guna Yala
Guna Yala es una comarca indígena en Panamá, habitada por la etnia guna. Antiguamente la comarca se llamó San Blas, hasta 1998 y Kuna Yala, hasta 2010. Los locales la conocen con nombres como "Dulenega", "Yarsuid" o "Duleyala". Su capital es Gairgirgordub. Limita al norte con el mar Caribe, al sur con la provincia de Darién y la comarca Emberá Wounnan, al este con Colombia y al oeste con la provincia de Colón.

## Toponimia
El área fue formalmente conocida como San Blas, junto con el nombre autóctono de Kuna Yala, pero se cambió en octubre de 2011 cuando el Gobierno de Panamá reconoció la afirmación del pueblo guna que en su lengua materna no existía el fonema para la letra "K", y que el nombre oficial debería ser "Guna Yala". Guna Yala en lengua guna significa "Tierra Guna" o "Montaña Guna".

## Historia
Mediante ley del 4 de junio de 1870, de Colombia, fue creada la comarca Tulenega, que incluía además del actual territorio de la Comarca Guna Yala, el de varias de las comunidades de la comarca de Wargandí, como Mortí, Asnadi y Sogubdi, así como también el de comunidades de la comarca de Madungandí, como Tiuarsicuá, y las comunidades Guna de Colombia, como Tanela y Arquía. La extensión territorial de la comarca Tulenega abarcaba desde la provincia de Colón llegando hasta el golfo de Urabá, Colombia. La jefatura de gobierno de la comarca era ejercida por un comisario general, nombrado por el gobierno central. La ley reconocía además a los Guna, la propiedad de la tierra en la Comarca.
Tras la separación de Panamá en 1903, fue completamente desconocida la Ley de 1870, y además, el territorio de la anterior comarca, quedó dividido de hecho, en dos partes: la parte mayoritaria quedó en la nueva nación panameña, mientras que una pequeña porción quedó en Colombia.
La suspensión de la comarca, las concesiones bananeras, la incursiones de personas ajenas al pueblo guna en busca de oro, caucho, tortugas marinas y los abusos de la policía colonial causaron gran descontento entre los nativos y provocaron, el 21 de febrero de 1925, la Revolución Guna, dirigida por el Cacique Olokintipipilele (Simral Colman) de la Comunidad de Agligandi, donde se gesto toda la revolución Guna de 1925, adicional apoyado por el Saila Nele Kantule de la localidad de Usdub, quien fue su Secretario y Vocero así mismo el Saila Olonibiquinya de Carti. Los Gunas armados, atacaron a los policías en las islas de Dubbile y Uggubseni, Diggir, Wargandub, Nargana y Gardi ya que éstos eran acusados de suprimir las costumbres gunas y realizar abusos en varias comunidades. En esta revolución Guna se proclamó la efímera República de Tule, separándose del gobierno central panameño por algunos días.
El tratado de paz posterior, estableció el compromiso del gobierno de Panamá de proteger los usos y costumbres gunas. Los gunas a su vez, aceptaban el desarrollo del sistema escolar oficial en las islas. La brigada policial sería expulsada del territorio indígena y todos los prisioneros liberados. Las negociaciones que pusieron fin al conflicto armado, constituyeron un primer paso para establecer el estatus de autonomía de los guna y recuperar la cultura que se estaba perdiendo.
Con base en el artículo 5° de la Constitución de 1904, que dice que permite que la ley cree divisiones políticas con regímenes especiales o por razones de conveniencia administrativa o de servicio público, la legislación sobre territorios indígenas en Panamá comenzó a ser definida con el establecimiento de la Comarca de San Blas por medio de la ley Nº 2 del 16 de septiembre de 1938, incluyendo áreas de las provincias de Panamá y Colón, y luego, con la definición de sus límites y administración mediante la Ley Nº 16 del 19 de febrero de 1953. Su nombre fue cambiado a Guna Yala mediante ley Nº 99 de 23 de diciembre de 1998.
Actualmente, de acuerdo con el fallo de la Corte Suprema de Justicia, del 23 de marzo de 2001, las Comarcas tienen una organización político-administrativa distinta e independiente a la de los Distritos y Corregimientos. Las Comarcas se rigen de acuerdo a las instituciones especiales propias; y según resolución de Sala Tercera de la Corte Suprema de Justicia, del 6 de diciembre de 2000, una de las instituciones es el consentimiento de los pueblos indígenas en los proyectos que pretendan desarrollarse en sus territorios.

## Gobierno y política
La estructura gubernamental de Guna Yala es definida en la Ley Orgánica 16 de septiembre de 1953. El Congreso General Guna es la máxima autoridad política de Guna Yala, consiste en representantes de todas las comunidades de Guna Yala y se reúnen dos veces al año. Los votos son tomados por cada sagla de la comunidad.

## Comunidades de Guna Yala

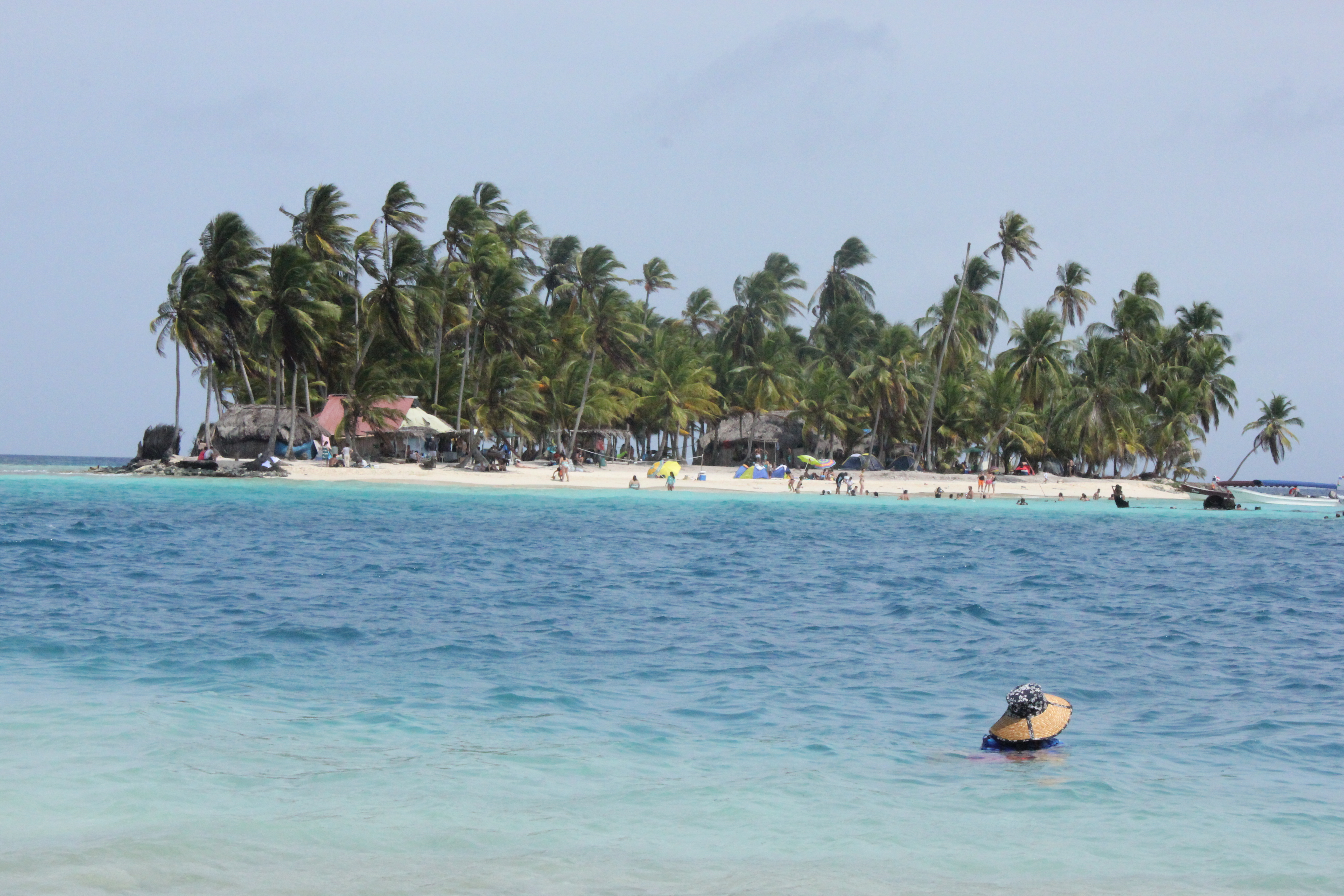
Isla Perro, Comarca Guna Yala.

Guna Yala no posee distritos, pero sí cuatro corregimientos, que se subdividen a su vez en cincuenta y cuatro (54) lugares poblados (conocidos también como comunidades):
- Agligandi (10 comunidades)
  - Aidirgandi
  - Uggubba
  - Irgandi
  - Uggubseni
  - Dad Nagued Dubbir
  - Agligandi
  - Assudub
  - Mamidub
  - Usdub
  - Ogobsugun
- Nargana (28 comunidades)
  - Wissubwala
  - Nalunega
  - Gorbisgi
  - Gardi Mamidub
  - Uargandub
  - Aglidub
  - Mandiyala
  - Orosdub
  - Mandi Ubgigandub
  - Aridub
  - Narasgandub Dummad
  - Narasgandub Bibbi
  - Agwadub
  - Gardi Sugdub
  - Gardi Muladub
  - Carti Yandub
  - Gardi Dubbile
  - Mirya Ubgigandub
  - Mormagedub
  - Mamardub
  - Urgandi
  - Nusadub
  - Uargandub
  - Yandub o Nargana
  - Agwanusadub
  - Digirdub
  - Niadub o Diggandiggi
  - Magebgandi
- Puerto Obaldía (3 comunidades)
  - Bahía Blanca o Playa Blanca
  - La Boca
  - La Miel
- Dubwuala (13 comunidades)
  - Mansugun
  - Nabagandi
  - Dubbag
  - Muladub
  - Sasardi
  - Dubwuala
  - Goedudub
  - Nubadub
  - Marmarddub
  - Sugunya
  - Yansibdiwar
  - Anassuguna
  - Armila

## Geografía

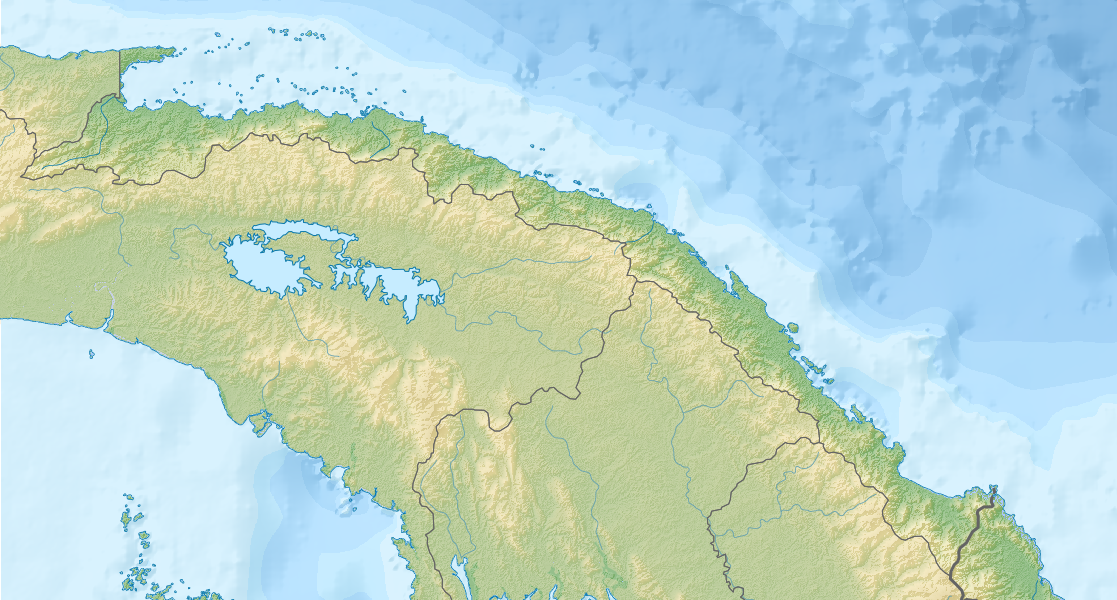
Mapa físico de Guna Yala.

La Comarca de Guna Yala tiene un área de 2,306 km². Consiste en una franja estrecha de tierra de 373 km de largo en la costa este del Caribe panameño, bordeando la provincia de Darién y Colombia. Un archipiélago de 365 islas rodean la costa, de las cuales 36 están habitadas.

## Economía
La economía de la Comarca de Guna Yala se dedica principalmente a la agricultura, pesca, producción de artesanías, y al turismo.
El tipo de agricultura que se practica en la Comarca de Guna Yala es con fines de subsistencia. Los productos tradicionales son el guineo,(ahora el guineo chino), la yuca, maíz y caña de azúcar. También se producen cocos como fuentes de ingresos.
La pesca es de tipo artesanal, utilizando generalmente hilo (sedal) o con redes. La mayor parte de la pesca es para la venta. El marisco se destina especialmente a la venta, para lo cual llegan diariamente avionetas a las islas. Especialmente se vende langosta, cangrejo (centollo) y últimamente el calamar y pulpo.
La confección de molas es la principal actividad de la mujer guna y constituye para muchas familias la única fuente de ingreso o al menos la principal.
En la Comarca de Guna Yala existen instalaciones turísticas. La mayoría son pequeños hoteles para ecoturismo. La mayor parte de ellas están en el sector de Gardi, pero también se encuentran varias en el corregimiento de Agligandí. También existen algunos barcos como el Carpe Diem que aceptan turistas.
Otras fuentes de ingreso son las remesas que envían los familiares que trabajan en las ciudades de Panamá y Colón.

## Costumbres de los gunas
Iggo inna (Fiesta de la perforación de la nariz)
Esta fiesta consiste en la perforación del tabique nasal de la niña. Esta actividad se realiza en los primeros meses de la niña. En un primer momento, la persona encargada de hacer la perforación, efectúa una cirugía en la nariz, en donde se le coloca un hilo embebido en aceite de coco a fin de evitar una infección. A los días, se le coloca una argolla, la cual se le cambia a medida que la niña crece.
En el pasado, cuando la niña estaba siendo perforada de su tabique nasal, en ese mismo instante se le perforaba también a un niño la oreja. En la actualidad ya no se hace esta contraparte en Guna Yala, pero se sabe que en las comunidades gunas de Colombia si se practica aún, pero ya no es un niño, sino un gallo la contraparte.
Esta fiesta se realiza en un día y se le ofrece a la comunidad Inna (chicha fermentada) y sopa.
Ileged e Inna Suid (Ceremonia del corte del cabello)
Esta ceremonia consiste en el corte del cabello de una niña guna entre las edades de 8 a 10 años y dura 3 días. Esta ceremonia es conducida por un Gandur (Cantor). Es en esta festividad que el Gandur le da el nombre a la niña. Al término de la ceremonia la niña usará el Musue, que consiste en una pañoleta que le cubre la cabeza. Toda la comunidad participa en esta ceremonia.
Los hombres de la comunidad recolectarán caña y las mujeres extraerán su jugo para luego llevarlo a la casa de la chicha. Los padres contratarán a un experto en la preparación de la chicha y este indicará cuando este lista para iniciar esta gran fiesta. Aparte de la chicha los padres deberán haber conseguido suficiente pescado y guineo para la gran sopa. El guardar gran cantidad de pescado y carne de monte (saino, venado, jabalí) dura casi un año.
En la actualidad son muy pocas las familias que realizan este ritual ya que su costo se calcula en casi 3000 $ en la Comarca de Guna Yala.
Sergued (Ceremonia de la pubertad)
La niña cuando comienza a menstruar, en su primer día, es paseada por toda la comunidad por su madre y padre. Este primer paso por los padres consiste en la solicitud a la comunidad su apoyo para celebrar esta ceremonia.
La señorita es encerrada en Surba (cuarto de baño) por 5 días y en ese lapso, las mujeres de la comunidad ayudaran a la familia de la joven, en la búsqueda del agua para el aseo de la joven. En agradecimiento los padres ofrecerán jugo de caña a todo el pueblo.
Ya en el último día muy de madrugada, previa contratación por los padres, el Aila Sied (cosechador de la fruta de la Jagua) y los familiares de la joven, irán a buscar Sissi (Jagua) para pintar a la joven del jugo de esta fruta. Cuando el Aila Sied llega al árbol de jagua se realizará una ceremonia de agradecimiento y se cosecharan aquellas frutas que se encuentren hacia la salida del sol y otras hacia la puesta de sol.
Cuando este grupo este llegando a la comunidad se avisará su llegada y es vedado observar a estos.
Inna Muddiggid (Fiesta de iniciación)
Esta ceremonia es celebrada después de Sergu-ed, el tiempo depende de la decisión de los padres y representa una manera formal de presentar a la joven a la sociedad. Esta ceremonia tiene un carácter de seguimiento y agradecimiento a la comunidad, por su apoyo en el anterior acto ceremonial (Sergued). Se brinda una noche de inna y Dimas (una clase de sopa hecha de maíz).
Esta ceremonia es sustraída de Nuestra Memoria Histórica y representa el sacrificio de la mujer para el bien de todos. Dada Ibeler concedió a su única hermana Olowaili a Dada Olourggunaliler para defender a la Madre Tierra. Con esta ceremonia de Inna Muddiggid, recordamos y agradecemos este sacrificio que realizó nuestra Madre Olowaili.

## Demografía
La Comarca de Guna Yala tiene una población de más de 31.557 habitantes (2010), lo que demuestra una progresiva disminución de la población.

## Revolución Guna
La Revolución Guna se refiere a los hechos producidos en 1925, en la que los indígenas gunas se defendieron ante las autoridades panameñas, que obligaban a los indígenas a occidentalizar su cultura a la fuerza. En esta revolución se proclamó la República de Tule, de corta existencia. Cuando se unificó nuevamente con Panamá, los gunas con el aval del gobierno panameño, se creó un territorio autónomo llamado comarca indígena de San Blas, y que garantizaba la seguridad de la población y cultura Guna.

## Antecedentes
Durante los primeros veinte años de Panamá como país independiente, los gunas tuvieron serias diferencias con los gobiernos nacionales, porque intentaban erradicar su cultura, irrespetaban sus costumbres y a sus autoridades indígenas, aparte querían despojar sus tierras y eran ultrajados por los intendentes y los policías coloniales (un colono para un indígena, es un no indígena). Este hecho está ligado a un incidente el 20 de abril de 1921, que se escenificó en Narganá y Corazón de Jesús un movimiento de occidentalización a las mujeres, que consistía en cambiarles de ropa, quitarles el aro de oro puro de la nariz, las planchas de oro de alto quilate, los abalorios, los güines y los collares de moneda que usaban de adornos. Pero una mujer se escapó de Narganá y huyó hacia Río Azúcar, de donde provenía. La policía en represalia mantuvo encarcelado a sus hijos y a su yerno, quien fue liberado para que la fuera a buscar.
Ese día, en Río Azúcar había un congreso indígena y allí se decidió no dejar ir a la mujer, por lo que el sáhila en nombre de la comunidad le envió un mensaje a los policías diciéndoles que no fueran a buscarla. Los policías no hicieron caso al mensaje y enviaron esa misma noche una comisión a Río Azúcar de dos policías coloniales y tres policías indígenas. Al intentar detener a algunos de los parientes varones de la mujer, empezó la batalla y murieron tres moradores del pueblo; dos policías indígenas y los otros fueron heridos con machete ferozmente cuando huían en un cayuco. Los cadáveres de los policías se dejaron en el agua, amarrados a un palo enclavado en la arena, hasta que llegaron a recogerlos sus familiares.
El ambiente siguió tenso hasta enero de 1925. Juan Demóstenes Arosemena era el gobernador de la provincia de Colón y sentía preocupación por la información que le había suministrado el intendente de San Blas, Andrés Mojica, sobre un supuesto movimiento independentista entre los indígenas, por lo que se decidió comunicarle al secretario de Relaciones Exteriores, Horacio F. Alfaro, que siguiera de cerca las acciones de los estadounidenses: la misionera Anne Coope y el explorador Richard Oglesby Marsh. Precisamente Marsh fue el impulsor de la "independencia". A su regreso a Panamá en enero de 1925, encontró un conflicto entre policías e indígenas a punto de estallar, por lo que pidió la intervención de militares estadounidenses de la Zona del Canal, para que ejercieran un protectorado, y redactó la Declaración de independencia y derechos humanos del pueblo Tule y Darién. Marsh obtuvo el apoyo del embajador estadounidense, quien ayudó que el gobierno panameño firmara un acuerdo de paz que garantizara los derechos humanos y políticos de los gunas.

## La revolución

La bandera de la Revolución Guna, adoptada en 1925.

La versión de la Revolución Guna, adoptada en 1942.

La situación se agravó hasta el 12 de febrero de 1925, en la que se celebró un congreso Guna en Agligandí, en donde se reunieron los principales. Las discusiones duraron 26 días y se decidió proclamar la República de Tule, y se fijaron los límites territoriales. De esta sublevación surgió una bandera, la cual fue confeccionada por Waga Ebinggili (María Colman), nieta del cacique Simral Colman. La misma tenía un diseño rectangular con franjas. El centro era de color amarillo y con una figura esvástica.
El 4 de marzo, con la presencia del ministro estadounidense, John G. South, se firmó el acuerdo de paz con los indígenas y se les prometió un mejor trato respeto a sus costumbres; no imponerles el establecimiento de escuelas, y se les aseguraba la misma protección y los mismos derechos de que gozan los demás ciudadanos. Los indígenas en cambio, se comprometieron a deponer las armas, a retirar la declaración de independencia y acatar las leyes de Panamá.